# Mulk Rádž Ánand
Mulk Rádž Ánand (12. prosince 1905, Péšavár – 28. září 2004, Puné) byl indický spisovatel píšící anglicky, narozený na území dnešního Pákistánu. Jeden z průkopníků indoanglické beletrie. Patřil k prvním indickým spisovatelům v angličtině, kteří si získali mezinárodní čtenáře. Byl také jedním z prvních spisovatelů, kteří začlenili paňdžábské a hindustánské idiomy do angličtiny. Proslul líčením života chudších vrstev v tradiční indické společnosti. Proslavil se svým prvním románem Nečistý (Untouchable, 1935), který se věnuje problematice kastovního systému a tzv. nedotknutelných. Vystudoval na Paňdžábské univerzitě v Láhauru a poté si vzdělání doplňoval na univerzitě v Cambridgi a na University College London. Během svého pobytu v Evropě se zapojil do indického hnutí za nezávislost. Přišel přitom s konceptem, že kromě kolonialismu existuje i indický "vnitřní kolonialismus", který brání přechodu k moderní občanské společnosti. Redigoval řadu časopisů, včetně uměleckého čtvrtletníku MARG, který založil v roce 1946. Obdržel řád Padma Bhušan, třetí nejvyšší indické civilní vyznamenání.

### Česky vyšlo
- Velké srdce, Svoboda 1947 (překlad Hana Weissová)
- Nečistý, Svoboda 1949 (překlad Dagmar Steinová)
- Kulí, Svoboda 1949 (překlad Růžena Schulzová)
- Dva lístky a poupě, Svoboda 1950 (překlad Dagmar Steinová)
- Vesnice, Státní nakladatelství krásné literatury 1954 (překlad Dagmar Steinová)
- Za černými vodami, Státní nakladatelství krásné literatury 1962 (překlad Bohumil Vančura)